# Daniel Cohn-Bendit
Daniel Marc Cohn-Bendit (født 4. april 1945 i Montauban, Tarn-et-Garonne, Frankrig) er en tysk politiker, der frem til sommeren 2014 var medlem af Europa-Parlamentet for Bündnis 90/Die Grünen og den ene af to præsidenter for den grønne gruppe, European Greens–European Free Alliance. 
Under Majrevolten 1968 i Paris var han en af studenterlederne, og blev i samtiden kendt som Dany le Rouge (fransk: 'Danny den røde'), dels på grund af sin politiske linje, dels på grund af sin hårfarve.
Cohn-Bendit er søn af jødiske forældre fra Tyskland og Frankrig. Han var uden statsborgerskab indtil han blev 18, hvor han blev vesttysk statsborger for at slippe for fransk værnepligt. Senere, i 1965, vendte han dog tilbage til Frankrig for at studere sociologi ved Nanterre-universitetet. Han begyndte sit politiske engagement i Fédération Anarchiste, som han forlod i 1967 sammen med Groupe anarchiste de Nanterre. Han kom derefter med i Noir et Rouge. I det franske majoprør blev han en af frontfigurerne, hvilket førte til, at han blev udvist af Frankrig og nægtet indrejse til 1978. I disse år levede han i Tyskland. 
Han brød med anarkismen i 1981 og erklærede sin støtte til komikeren Coluche, der stillede op til det franske præsidentvalg. Hans opgivelse af revolutionen kom i 1986 til udtryk i bogen Nous l'avons tant aimé, la Révolution. Også som grøn politiker i Tyskland vakte han opsigt ved at gøre op med den pacifistiske holdning, han hidtil havde haft. Således støttede Daniel Cohn-Bendit bombningerne i Kosovo. 
I 2004 blev han medlem af Europa-Parlamentet, og er i dag tilhænger af en føderal europæisk stat. I dag bor han i Frankfurt am Main.